# Ciążowa choroba trofoblastyczna
Ciążowa choroba trofoblastyczna (ang. gestational trophoblastic disease, GTD) – grupa schorzeń rozrostowych trofoblastu o różnym stopniu złośliwości, do której zalicza się: 
- zaśniad groniasty całkowity i częściowy
- zaśniad inwazyjny
- rak kosmówki
- guz miejsca łożyskowego.

## Leczenie
W grupie niskiego ryzyka uzyskuje się ok. 100% wyleczalność po zastosowaniu monoterapii metotreksatem lub daktynomycyną. W grupie wysokiego ryzyka stosuje się leczenie wielolekowe: etopozyd, metotreksat, daktynomycyna, winkrystyna i cyklofosfamid, na które odpowiada ok. 80% chorych. Wystąpienie przerzutów do mózgu (10%) wymaga stosowania równoczasowo radio- i chemioterapii. Wielokrotnie leczenie poprzedzone jest kraniotomią i chirurgicznym usunięciem guza przerzutowego. Leczenie choroby nawrotowej w większości przypadków skojarzone jest z chirurgicznym usuwaniem zmian guzowatych i chemioterapią.